# Areva ziza
Areva ziza là một loài bướm đêm thuộc phân họ Arctiinae, họ Erebidae.